# Steve Clifford
Steve Clifford (Lincoln, Maine, 05 de noviembre de 1962) es un entrenador de baloncesto estadounidense.

## Trayectoria

### Primeros años
Clifford nació en Lincoln, Maine, es hijo de Gerald Clifford, quien lo dirigió en la escuela de baloncesto. Clifford jugó para su padre en North Country Union High School en Newport (Vermont).

### Universidad
Clifford asistió a la Universidad de Maine en Farmington, donde jugó baloncesto universitario por cuatro años. En sus últimas dos temporadas, fue capitán del equipo y también fue nombrado mejor jugador defensivo. Se graduó con una licenciatura en educación especial.

### Entrenador
Después de graduarse de la universidad, Clifford se convirtió en un maestro en Woodland High School en Maine. Él también ganó su primera experiencia como entrenador en la escuela, que actúa como su entrenador en jefe durante dos temporadas, mientras que los condujo a dos campeonatos.
También fue entrenador en jefe en la Universidad Adelphi durante cuatro temporadas, lo que lleva a su equipo a cuatro participación en el II Torneo de la NCAA División y cuatro temporadas con 20 victorias consecutivas, que fue el primer entrenador en la historia de la escuela con back-to-back temporadas de más de 20 victoria.
Clifford se convirtió en entrenador asistente de la NBA de New York Knicks y Houston Rockets bajo el mando Jeff Van Gundy. Luego fue asistente de Stan Van Gundy con el Orlando Magic.  Clifford se unió a Los Angeles Lakers en 2012-13 como asistente, en parte debido a su estrecha relación con el centro Dwight Howard, que fue traspasado a los Lakers desde Orlando Magic. 
Después de esa temporada, el 29 de mayo de 2013, Clifford fue contratado por los Charlotte Hornets para ser su entrenador en jefe, donde heredó un equipo que estaba con un récord de 28-120 en sus dos temporadas anteriores.
Al finalizar la 2017–18, el 13 de abril de 2018 y tras cinco temporadas en Charlotte, con un récord de 196–214, fue despedido.
El 30 de mayo de 2018, fue nombrado técnico principal de los Orlando Magic.
El 5 de junio de 2021, rescindió el contrato de mutuo acuerdo con los Magic. El 11 de agosto, se une al cuerpo técnico de los Brooklyn Nets como asistente.
El 24 de junio de 2022, se hace oficial su regreso a Charlotte Hornets como entrenador principal. En abril de 2024, tras su segunda temporada al frente del equipo, los Hornets anuncian que pasará a formar parte de la organización pero alejado de los banquillos.

### Récord como entrenador universitario
| Equipo              | Año       | V  | D  | PJ |
| ------------------- | --------- | -- | -- | -- |
| Universidad Adelphi | 1995-1996 | 23 | 7  | 30 |
| Universidad Adelphi | 1996-1997 | 21 | 9  | 30 |
| Universidad Adelphi | 1997-1998 | 22 | 8  | 30 |
| Universidad Adelphi | 1998-1999 | 20 | 12 | 32 |

## Estadísticas como entrenador
| Equipo    | Año     | P   | V   | D   | V–D% | Finalizado       | PP | VP | DP | PV–D% | Resultado               |
| --------- | ------- | --- | --- | --- | ---- | ---------------- | -- | -- | -- | ----- | ----------------------- |
| Charlotte | 2013-14 | 82  | 43  | 39  | .524 | 3.º en Southeast | 4  | 0  | 4  | .000  | Pierde en Primera ronda |
| Charlotte | 2014-15 | 82  | 33  | 49  | .402 | 4.º en Southeast | —  | —  | —  | —     | No playoffs             |
| Charlotte | 2015-16 | 82  | 48  | 34  | .585 | 3.º en Southeast | 7  | 3  | 4  | .429  | Pierde en Primera ronda |
| Charlotte | 2016-17 | 82  | 36  | 46  | .439 | 4.º en Southeast | —  | —  | —  | —     | No playoffs             |
| Charlotte | 2017-18 | 82  | 36  | 46  | .439 | 3.º en Southeast | —  | —  | —  | —     | No playoffs             |
| Orlando   | 2018-19 | 82  | 42  | 40  | .512 | 1.º en Southeast | 5  | 1  | 4  | .200  | Pierde en Primera ronda |
| Orlando   | 2019-20 | 73  | 33  | 40  | .452 | 2.º en Southeast | 5  | 1  | 4  | .200  | Pierde en Primera ronda |
| Orlando   | 2020-21 | 72  | 21  | 51  | .292 | 5.º en Southeast | —  | —  | —  | —     | No playoffs             |
| Charlotte | 2022-23 | 82  | 27  | 55  | .329 | 5.º en Southeast | —  | —  | —  | —     | No playoffs             |
| Charlotte | 2023-24 | 82  | 21  | 61  | .256 | 5.º en Southeast | —  | —  | —  | —     | No playoffs             |
| Total     | Total   | 801 | 340 | 461 | .424 |                  | 21 | 5  | 16 | .238  |                         |